# Mikel Aranburu
Mikel Aranburu Eizagirre, más conocido como Aranburu, (Azpeitia, Guipúzcoa, 18 de febrero de 1979) es un exfutbolista español que fue uno de los capitanes de la Real Sociedad. Jugaba de medio centro y jugó la totalidad de su carrera en la Real Sociedad desde 1997 hasta 2012
Mikel Aranburu fue pieza importante de la Real Sociedad que se proclamó subcampeona de Liga en la temporada 2002-03. Con posterioridad vivió el descenso de categoría del club en 2007 y convertido ya en el capitán del equipo lideró a la Real Sociedad en su regreso a la Primera División en 2010.

## Trayectoria

### Formación y primeros pasos en la Real Sociedad
Mikel Aranburu comenzó jugando al fútbol en las categorías inferiores del Club Deportivo Lagun Onak de su Azpeitia natal. De ahí ingresó en la Real Sociedad en edad infantil. Tras pasar por todos los equipos inferiores txuri-urdin (infantil, cadete y juvenil) la temporada 1996/97 pasó a la Real Sociedad B.
Con 16 años la Real Sociedad le había hecho ya su primer contrato profesional, por 4 temporadas más prorrogables con dos más. Aquel contrato incluía una cláusula de rescisión de 1000 millones de pesetas (6 M€), que eran 1600 millones (10 M€) si era el Athletic Club el que trataba de ficharle. Aranburu fue pieza codiciada por el Athletic desde el mismo inicio de su carrera, pero el jugador siempre se mantuvo fiel a los colores txuri-urdin.
La misma temporada de su debut en le Real Sociedad B (1996-97), Javier Irureta le hizo debutar también con el primer equipo en la Primera División. Fue el 22 de junio de 1997, en un encuentro correspondiente a la última jornada de liga ante el CD Logroñés. A los 18 años de edad Aranburu jugó los últimos 30 minutos del partido.
En la temporada 1997-98, en la que la Real Sociedad quedó tercera en la Liga solo jugó un partido de Copa del Rey, no llegando a debutar en Liga.
En el tramo final de la temporada 1998/99 fue habitual titular en las alineaciones donostiarras, de modo que en la siguiente campaña pasó a tener ficha con el primer equipo, convirtiéndose en un titular habitual.
La temporada 1999/00 recibió ficha del primer equipo. El jugador recibió el número 11 que había dejado libre Luis Pérez, traspasado a Osasuna. Aranburu fue el portador del número 11 realista durante 13 temporadas.

### Trayectoria en el primer equipo
Jugó 427 partidos con el equipo donostiarra siendo titular habitual durante muchas temporadas.
En las filas  de la Real Sociedad vivió distintos momentos de la historia reciente del club, como el subcampeonato de liga de la temporada 2002/03 y el posterior debut en la Liga de Campeones. También otros, como el descenso a la Segunda División en 2007.

### Lesión y descenso de categoría
Durante la temporada 2005/06 comenzó también siendo titular habitual y jugando todos los partidos, exceptuando uno que se perdió por sanción. En la jornada 14, un 4 de diciembre de 2005, en la que la Real Sociedad se enfrentaba al Racing de Santander en los Campos de Sport del Sardinero. En el minuto 30 de ese partido el jugador racinguista Oriol realizó una dura entrada que impactó en la rodilla derecha del jugador vasco. La entrada de Oriol causó a Aranburu una de las peores lesiones de rodilla posibles, conocida como pentada (rotura del ligamento lateral externo, del cruzado anterior, de cápsula posterior y fractura del cóndilo medial). Pino Zamorano, árbitro de aquel encuentro, ni siquiera sancionó la jugada como falta. Aranburu tuvo que pasar por el quirófano, perdiéndose lo que restaba de temporada. La gravedad de la lesión hizo temer por su carrera como futbolista profesional.
Aranburu siguió con su periodo de recuperación, pudiendo reincorporarse a los entrenamientos con el resto del equipo al inicio de la pretemporada 2006/07, siete meses después de su lesión. En esta temporada la Real Sociedad descendió de categoría. A pesar de rendir a un nivel más bajo Aranburu siguió siendo un jugador importante en el esquema del equipo jugando esa temporada 29 partidos, 21 como titular, y marcó 3 goles. A finales del mes de abril de 2007 la directiva de la Real Sociedad anunció que Aranburu había firmado su renovación con la Real Sociedad por cuatro temporadas más.
Al final de temporada la Real Sociedad descendió a Segunda División. Aranburu vivió el descenso en Valencia el 17 de junio de 2007 desde el banquillo del Estadio de Mestalla, sin jugar aquella tarde.
Ya en Segunda División de España, Aranburu pasó a ser el capitán del equipo tras la marcha de Aitor López Rekarte. En la primera temporada en esta categoría no se consiguió el ascenso. Aranburu jugó 38 partidos y anotó 2 goles.
Durante el segundo intento para intentar el ascenso, Aranburu, sufrió problemas de lesiones durante la temporada, lo que haría ejercer de capitán a Xabi Prieto. La Real por segundo año no logró el ascenso a Primera. Aranburu jugó 32 partidos y anotó 5 goles durante esa temporada.

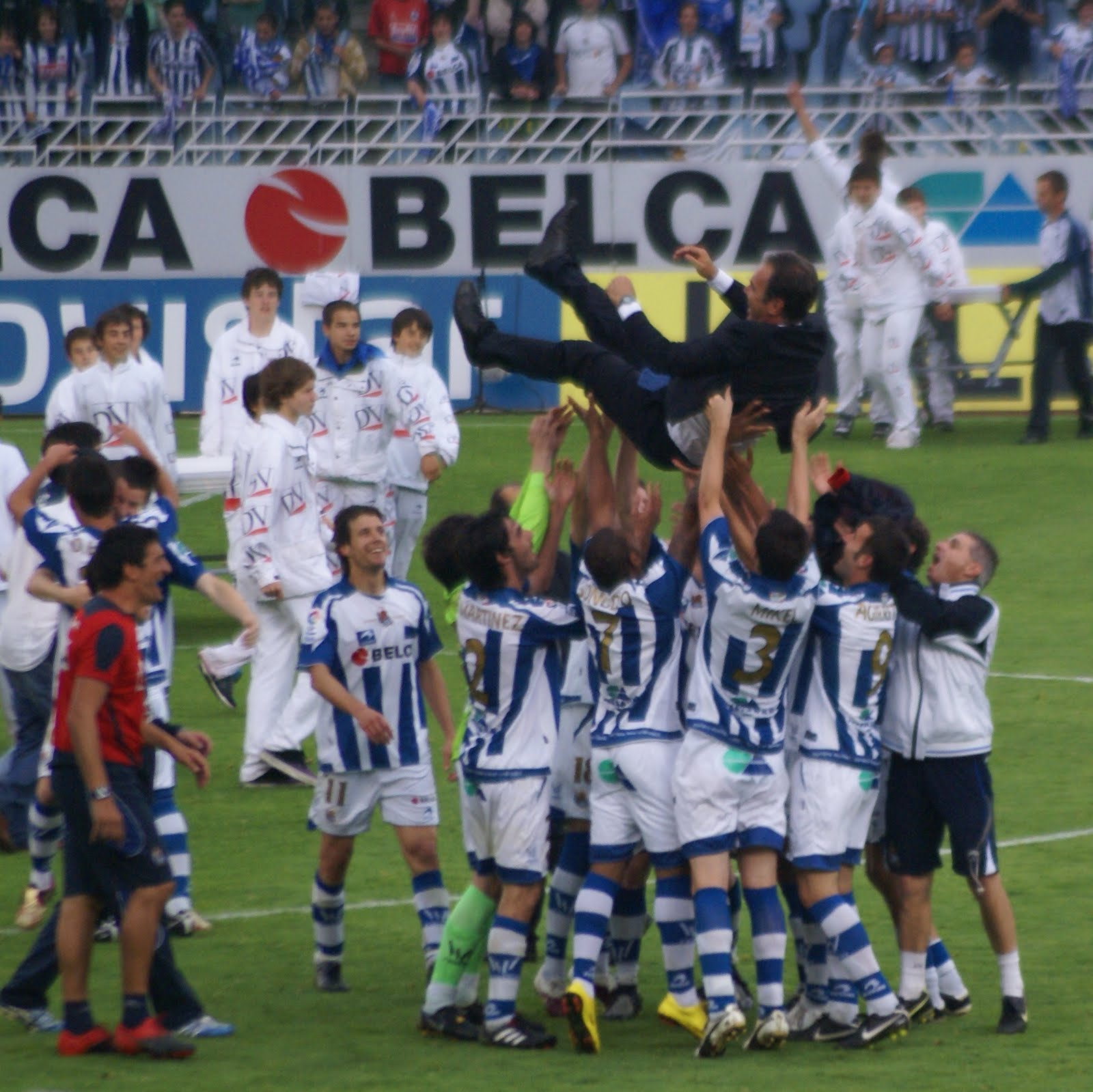
Mikel Aranburu en la celebración del ascenso a Primera División en la temporada 2009-10. Aranburu fue el capitán del equipo del ascenso.

En la temporada del ascenso, Aranburu, volvió a ser titular habitual para devolver al equipo a Primera, jugando 35 partidos y anotando 2 goles.

### Regreso a Primera División
En la vuelta a Primera División, Aranburu jugó 32 partidos y anotó 5 goles, logrando un doblete en la goleada por 0-4 en casa del Getafe CF, nada más salir al campo y en apenas 5 minutos.
El 3 de mayo de 2012 anunció su retirada para el final de la campaña 2011/2012, después de militar durante 14 temporadas en la Real Sociedad.
Jugó su último partido con la camiseta de la Real Sociedad el 12 de mayo de 2012, derrotando `por 1 a 0 al Valencia CF, con un gol de Antoine Griezmann. Aranburu abandonó Anoeta después de 14 años y 427 partidos con la camiseta blanquiazul. En esta temporada Mikel jugó 29 partidos logrando 2 goles.

## Selección Vasca
Ha disputado varios encuentros internacionales de carácter amistoso con la Selección de fútbol de Euskadi e incluso ha ejercido como capitán en dicha selección.

## Clubes
| Club            | País   | Año         |
| --------------- | ------ | ----------- |
| Real Sociedad B | España | 1996 - 1999 |
| Real Sociedad   | España | 1999 - 2012 |

## Estadísticas
| Temporada              | Club                   | Categoría              | Liga   | Liga  | Copa  | Copa  | Europa | Europa | Total | Total |
| Temporada              | Club                   | Categoría              | Part.  | Goles | Part. | Goles | Part.  | Goles  | Part. | Goles |
| ---------------------- | ---------------------- | ---------------------- | ------ | ----- | ----- | ----- | ------ | ------ | ----- | ----- |
| 1996/97                | Real Sociedad B        | Segunda División B     | 35     | 2     | -     | -     | -      | -      | 35    | 2     |
| 1996/97                | Real Sociedad          | Primera División       | 1      | 0     | -     | -     | -      | -      | 1     | 0     |
| 1997/98                | Real Sociedad B        | Tercera División       | 26 + 6 | 4 + 0 | -     | -     | -      | -      | -     | -     |
| 1997/98                | Real Sociedad          | Primera División       | 0      | 0     | 1     | 0     | -      | -      | 1     | 0     |
| 1998/99                | Real Sociedad B        | Tercera División       | 21     | 4     | -     | -     | -      | -      | -     | -     |
| 1998/99                | Real Sociedad          | Primera División       | 14     | 1     | 1     | 0     | 0      | 0      | 15    | 1     |
| Total Real Sociedad B  | Total Real Sociedad B  | Total Real Sociedad B  | 82 + 6 | 10    | -     | -     | -      | -      | 88    | 10    |
| 1999/00                | Real Sociedad          | Primera División       | 27     | 3     | 1     | 0     | -      | -      | 28    | 3     |
| 2000/01                | Real Sociedad          | Primera División       | 16     | 0     | 0     | 0     | -      | -      | 16    | 0     |
| 2001/02                | Real Sociedad          | Primera División       | 34     | 2     | 1     | 0     | -      | -      | 35    | 2     |
| 2002/03                | Real Sociedad          | Primera División       | 34     | 2     | 1     | 0     | -      | -      | 36    | 2     |
| 2003/04                | Real Sociedad          | Primera División       | 32     | 0     | 2+2   | 0     | 7      | 0      | 43    | 0     |
| 2004/05                | Real Sociedad          | Primera División       | 36     | 3     | 0     | 0     | -      | -      | 36    | 3     |
| 2005/06                | Real Sociedad          | Primera División       | 13     | 1     | 1     | 0     | -      | -      | 14    | 1     |
| 2006/07                | Real Sociedad          | Primera División       | 29     | 3     | 1     | 0     | -      | -      | 30    | 3     |
| 2007/08                | Real Sociedad          | Segunda División       | 38     | 2     | 1     | 0     | -      | -      | 39    | 2     |
| 2008/09                | Real Sociedad          | Segunda División       | 32     | 5     | 1     | 0     | -      | -      | 33    | 5     |
| 2009/10                | Real Sociedad          | Segunda División       | 35     | 2     | 0     | 0     | -      | -      | 35    | 2     |
| 2010/11                | Real Sociedad          | Primera División       | 32     | 5     | 2     | 0     | -      | -      | 34    | 5     |
| 2011/12                | Real Sociedad          | Primera División       | 29     | 2     | 3     | 1     | -      | -      | 32    | 3     |
| Total Primera División | Total Primera División | Total Primera División | 297    | 22    | 16    | 1     | 7      | 0      | 320   | 23    |
| Total Real Sociedad    | Total Real Sociedad    | Total Real Sociedad    | 402    | 31    | 16+2  | 1     | 7      | 0      | 427   | 32    |
| Total carrera          | Total carrera          | Total carrera          | 490    | 41    | 18    | 1     | 7      | 0      | 515   | 42    |

Fuente: Web de la Real Sociedad. Estadísticas del jugador.